# Rue de Crimée (Paris)
Die Rue de Crimée ist eine Straße im 19. Arrondissement von Paris.

## Lage
Die Straße beginnt an der Kreuzung der Straßen Rue d’Aubervilliers und Rue Gaston Tessier zunächst zweispurig bis zur Rue de l’Ourcq und führt danach, meistens als Einbahnstraße, bis zum Place des Fêtes. Sie durchquert vier Quartiers und gehört mit ihren 2,54 km zu den längsten Straßen von Paris. Sie überquert dabei auch den Canal de l’Ourcq, wo eine Hubbrücke den Verkehrsfluss zeitweise hemmt.

## Namensursprung
Die Straße erhielt ihren Namen zur Erinnerung an den Krimkrieg von 1855/56, an dem auch Frankreich beteiligt war.

## Geschichte
1822 führte die ehemalige Route départementale 22 unter dem Namen Rue Neuve, später Rue de Bordeaux und Rue de Nantes, durch die ehemalige Gemeinde la Villette. Ab 1868 kamen immer neue Straßenabschnitte hinzu und erst 1969 wurde die heutige Länge erreicht.

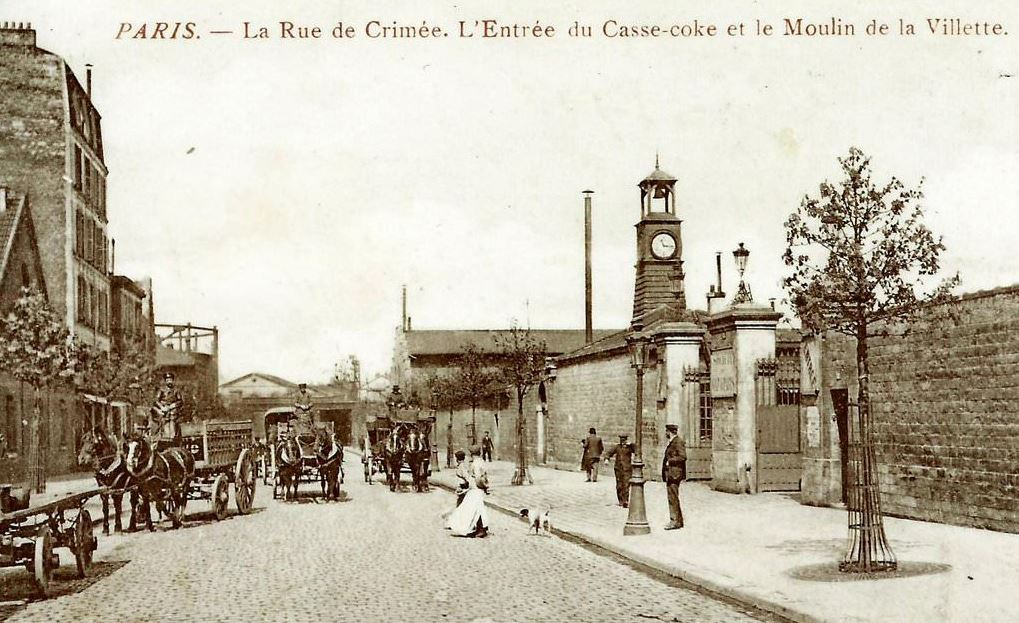
Rue de Crimée, Koksbrechermühle
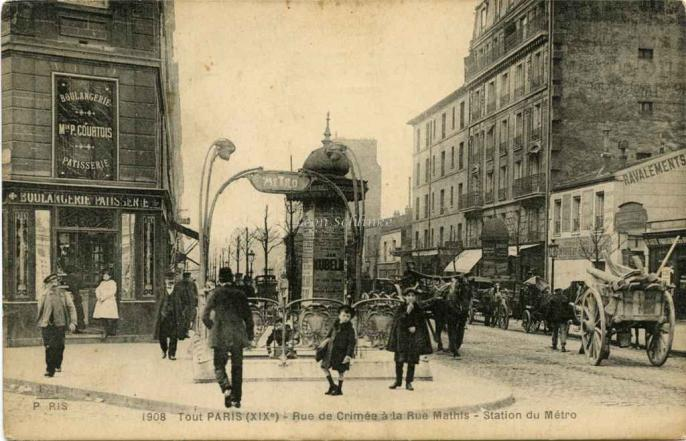
Rue de Crimée bei der Rue Mathis (1908)

## Sehenswürdigkeiten
Das Schönste an der Rue de Crimée ist der Parc des Buttes-Chaumont zwischen den Straßen Rue Botzaris und Rue Manin.
- Nr. 93: Kirche und St.-Sergius-Institut für Orthodoxe Theologie
- Kurz vor der Hubbrücke über den Canal de l’Ourcq führt die Straße an den Anlagen Place de Bitche und gegenüber Place de l’Édit de Nantes vorbei.